# Liste des gouverneurs de Córdoba
Le gouverneur de la province de Córdoba (Argentine) est soit élu, soit nommé par le pouvoir exécutif central (en particulier lors des dictatures militaires); on parle dans ce cas d' interventor fédéral.

## Liste
| #   | Nom                        | Titre                  | Mandat                              | Affiliation politique                                 |
| --- | -------------------------- | ---------------------- | ----------------------------------- | ----------------------------------------------------- |
| 1   | Juan Bautista Bustos       | 1er gouverneur         | 1820–1829                           |                                                       |
| 2   | José María Paz             | Gouverneur par intérim | 1829–1829                           |                                                       |
| 3   | José María Paz             | 2e gouverneur          | 1829–1831                           |                                                       |
| 4   | Gregorio Aráoz de Lamadrid | Gouverneur délégué     | 1831–1831                           |                                                       |
| 5   | Mariano Fragueiro          | 3e gouverneur          | 1831–1831                           |                                                       |
| 6   | José Roque Funes           | 4e gouverneur          | 1831–1831                           |                                                       |
| 7   | José Vicente Reynafé       | 5e gouverneur          | 1831–1833                           |                                                       |
| 8   | José Antonio Reynafé       | Gouverneur par intérim | 1833–1835                           |                                                       |
| 9   | Pedro Nolasco Rodríguez    | 6e gouverneur          | 1835–1835                           |                                                       |
| 10  | Sixto Casanovas            | Gouverneur par intérim | 1835–1835                           |                                                       |
| 11  | Andrés Aramburú            | Gouverneur par intérim | 1835–1835                           |                                                       |
| 12  | Calixto María González     | Gouverneur par intérim | 1835–1835                           |                                                       |
| 13  | Manuel López               | Gouverneur par intérim | 1835–1836                           |                                                       |
| 14  | Manuel López               | 7e gouverneur          | 1836–1840                           |                                                       |
| 15  | José Francisco Álvarez     | Gouverneur par intérim | 1840–1840                           |                                                       |
| 16  | Gregorio Aráoz de Lamadrid | Gouverneur par intérim | 1840–1840                           |                                                       |
| 17  | Manuel López               | Gouverneur par intérim | 1840–1852                           |                                                       |
| 18  | José Victorio López        | Gouverneur délégué     | 1852–1852                           |                                                       |
| 19  | Alejo Carmen Guzmán        | Gouverneur par intérim | 1852–1852                           |                                                       |
| 20  | Alejo Carmen Guzmán        | 8e gouverneur          | 1852–1855                           |                                                       |
| 21  | Roque Ferreyra             | 9e gouverneur          | 1855–1858                           |                                                       |
| 22  | Mariano Fragueiro          | 10e gouverneur         | 1858–1860                           |                                                       |
| 23  | Felix de la Peña           | Gouverneur par intérim | 1860–1860                           |                                                       |
| 24  | Felix de la Peña           | 11e gouverneur         | 1860–1861                           |                                                       |
| 25  | Santiago Derqui            | Interventor fédéral    | 1861–1861                           |                                                       |
| 26  | Fernando Félix de Allende  | Interventor fédéral    | 1861–1861                           |                                                       |
| 27  | Tristán Achaval            | Interventor fédéral    | 1861–1861                           |                                                       |
| 28  | José Alejo Román           | Gouverneur par intérim | 1861–1861                           |                                                       |
| 29  | Juan del Campillo          | Gouverneur par intérim | 1861–1861                           |                                                       |
| 30  | José Alejo Román           | Gouverneur par intérim | 1861–1861                           |                                                       |
| 31  | Felix de la Peña           | Gouverneur par intérim | 1861–1861                           |                                                       |
| 32  | Marcos Paz                 | Gouverneur par intérim | 1861–1862                           |                                                       |
| 33  | Wenceslao Paunero          | Gouverneur délégué     | 1862–1862                           |                                                       |
| 34  | Justiniano Posse           | 12e gouverneur         | 1862–1863                           |                                                       |
| 35  | Benigno Ocampo             | Gouverneur par intérim | 1863–1863                           |                                                       |
| 36  | Roque Ferreyra             | Gouverneur par intérim | 1863–1864                           |                                                       |
| 36  | Roque Ferreyra             | 13e gouverneur         | 1864–1866                           |                                                       |
| 37  | Luis Cáceres               | Gouverneur par intérim | 1866–1866                           |                                                       |
| 38  | José Mateo Luque           | Gouverneur par intérim | 1866–1867                           |                                                       |
| 39  | José Mateo Luque           | 14e gouverneur         | 1867–1867                           |                                                       |
| 40  | Félix de la Peña           | Gouverneur par intérim | 1867–1868                           |                                                       |
| 41  | Félix de la Peña           | 15e gouverneur         | 1868–1871                           |                                                       |
| 42  | Juan Antonio Álvarez       | 16e gouverneur         | 1871–1874                           |                                                       |
| 43  | Enrique Rodríguez          | 17e gouverneur         | 1874–1877                           |                                                       |
| 44  | Antonio Del Viso           | 18e gouverneur         | 1877–1880                           |                                                       |
| 45  | Miguel Juárez Celman       | 19e gouverneur         | 1880–1883                           |                                                       |
| 46  | Gregorio Gavier            | 20e gouverneur         | 1883–1886                           |                                                       |
| 47  | Ambrosio Olmos             | 21e gouverneur         | 1886–1888                           |                                                       |
| 48  | José Echenique             | 22e gouverneur         | 1888–1889                           |                                                       |
| 49  | Marcos N. Juárez           | 23e gouverneur         | 1889–1890                           |                                                       |
| 50  | Eleazar Garzón             | 24e gouverneur         | 1890–1892                           |                                                       |
| 51  | Manuel Pizarro             | 25e gouverneur         | 1892–1893                           |                                                       |
| 52  | Julio Astrada              | 26e gouverneur         | 1893–1895                           |                                                       |
| 53  | José Figueroa Alcorta      | 27e gouverneur         | 1895–1898                           |                                                       |
| 54  | Cleto Peña                 | 28e gouverneur         | 1898–1898                           |                                                       |
| 55  | Donaciano del Campillo     | 29e gouverneur         | 1898–1901                           |                                                       |
| 56  | José Manuel Álvarez        | 30e gouverneur         | 1901–1904                           |                                                       |
| 57  | José Vicente de Olmos      | 31e gouverneur         | 1904–1905                           |                                                       |
| 58  | Daniel Fernández           | Gouverneur par intérim | 1905–1905                           |                                                       |
| 59  | José Vicente de Olmos      | Gouverneur par intérim | 1905–1907                           |                                                       |
| 60  | José Ortiz y Herrera       | 32e gouverneur         | 1907–1909                           |                                                       |
| 61  | Mardoqueo Molina           | Gouverneur par intérim | 1909–1909                           |                                                       |
| 62  | Eliseo Cantón              | Interventor fédéral    | 1909–1909                           |                                                       |
| 63  | Manuel Ordoñez             | Gouverneur par intérim | 1909–1910                           |                                                       |
| 64  | Absalón Casas              | Gouverneur par intérim | 1910–1910                           |                                                       |
| 65  | Felix Garzón               | 33e gouverneur         | 1910–1913                           |                                                       |
| 66  | Ramón José Cárcano         | 34e gouverneur         | 1913–1916                           |                                                       |
| 67  | Eufrasio Loza              | 35e gouverneur         | 1916–1917                           |                                                       |
| 68  | Julio Borda                | 36e gouverneur         | 1917–1919                           |                                                       |
| 69  | Rafael Nuñez               | 37e gouverneur         | 1919–1921                           |                                                       |
| 70  | Jerónimo del Barco         | 38e gouverneur         | 1921–1922                           |                                                       |
| 71  | Julio A. Roca, Jr.         | 39e gouverneur         | 1922–1925                           |                                                       |
| 72  | Ramón José Cárcano         | 40e gouverneur         | 1925–1928                           |                                                       |
| 73  | Enrique Martínez           | 41e gouverneur         | 1928–1928                           |                                                       |
| 74  | José Antonio Ceballos      | 42e gouverneur         | 1928–1930                           |                                                       |
| 75  | Basilio Pertiné            | Interventor fédéral    | 1930–1930                           |                                                       |
| 76  | Carlos Ibarguren           | Interventor fédéral    | 1930–1931                           |                                                       |
| 77  | Enrique P. Torino          | Interventor fédéral    | 1931–1932                           |                                                       |
| 78  | Emilio Olmos               | 43e gouverneur         | 1932–1932                           |                                                       |
| 79  | Pedro J. Frías             | 44e gouverneur         | 1932–1936                           |                                                       |
| 80  | Julio Torres               | Gouverneur par intérim | 1936–1936                           |                                                       |
| 81  | Luis Funes                 | Gouverneur par intérim | 1936–1936                           |                                                       |
| 82  | Amadeo Sabattini           | 45e gouverneur         | 1936–1940                           |                                                       |
| 83  | Santiago del Castillo      | 46e gouverneur         | 1940–1943                           |                                                       |
| 84  | Justo Salazar Collado      | Interventor fédéral    | 1943–1943                           |                                                       |
| 85  | Alfredo Córdoba            | Interventor fédéral    | 1943–1943                           |                                                       |
| 86  | Eduardo Gonella            | Interventor fédéral    | 1943–1943                           |                                                       |
| 87  | Leon Scasso                | Interventor fédéral    | 1943–1944                           |                                                       |
| 88  | Manuel Ferrer              | Interventor fédéral    | 1944–1944                           |                                                       |
| 89  | Alberto Guglielmone        | Interventor fédéral    | 1944–1944                           |                                                       |
| 90  | Juan Carlos Díaz Cisneros  | Interventor fédéral    | 1944–1945                           |                                                       |
| 91  | Walter Villegas            | Interventor fédéral    | 1945–1945                           |                                                       |
| 92  | Hugo Oderigo               | Interventor fédéral    | 1945–1946                           |                                                       |
| 93  | Argentino Auchter          | 47e gouverneur         | 1946–1947                           |                                                       |
| 94  | Román Subiza               | Interventor fédéral    | 1947–1947                           |                                                       |
| 95  | Aristóbulo Vargas Belmonte | Interventor fédéral    | 1947–1949                           |                                                       |
| 96  | Alfredo Eguzquiza          | Interventor fédéral    | 1949–1949                           |                                                       |
| 97  | Juan I. San Martín         | 48e gouverneur         | 1949–1951                           |                                                       |
| 98  | Atilio Antinucci           | 49e gouverneur         | 1951–1952                           |                                                       |
| 99  | Raúl Lucini                | 50e gouverneur         | 1952–1955                           |                                                       |
| 100 | Dalmiro Videla Balaguer    | Interventor fédéral    | 1955–1956                           | « Révolution libératrice » (1955-58)                  |
| 101 | Medardo Gallardo Valdés    | Interventor fédéral    | 1956–1958                           |                                                       |
| 102 | Arturo Zanichelli          | 51e gouverneur         | 1958–1960                           |                                                       |
| 103 | Francisco de Larrechea     | Interventor fédéral    | 1960–1961                           |                                                       |
| 104 | Jorge Bermúdez Emparanza   | Interventor fédéral    | 1961–1962                           |                                                       |
| 105 | Mario Atencio              | Interventor fédéral    | 1962–1962                           |                                                       |
| 106 | Aniceto Pérez              | Interventor fédéral    | 1962–1962                           |                                                       |
| 107 | Rogelio Nores Martínez     | Interventor fédéral    | 1962–1963                           |                                                       |
| 108 | Justo Páez Molina          | 52e gouverneur         | 1963–1966                           |                                                       |
| 109 | Gustavo Martínez Zuviría   | Interventor fédéral    | 1966–1966                           | « Révolution argentine » (1966-73)                    |
| 110 | Miguel A. Ferrer Deheza    | Interventor fédéral    | 1966–1968                           |                                                       |
| 111 | Carlos Caballero           | Interventor fédéral    | 1966–1969                           | Non-membre d'un parti. Droite national-catholique.    |
| 112 | Jorge Carcagno             | Interventor fédéral    | 1969–1969                           | Général. Centriste.                                   |
| 113 | Roberto Huerta             | Interventor fédéral    | 1969–1970                           |                                                       |
| 114 | Juan Carlos Reyes          | Interventor fédéral    | 1970–1970                           |                                                       |
| 115 | Bernardo Bas               | Interventor fédéral    | 1970–1971                           |                                                       |
| 116 | Carlos Gigena Parker       | Interventor fédéral    | 1971–1971                           |                                                       |
| 117 | José C. Uriburu            | Interventor fédéral    | 1971–1971                           |                                                       |
| 118 | Helvio Guozden             | Interventor fédéral    | 1971–1973                           |                                                       |
| 119 | Ricardo Obregón Cano       | 53e gouverneur         | 1973–1974                           |                                                       |
| 120 | Mario Agodino              | Gouverneur par intérim | 1974–1974                           |                                                       |
| 121 | Duilio Brunello            | Interventor fédéral    | 1974–1974                           |                                                       |
| 122 | Raúl Lacabanne             | Interventor fédéral    | 1974–1975                           |                                                       |
| 123 | Jose A. Lujan              | Gouverneur par intérim | 1975–1975                           |                                                       |
| 124 | Raúl Bercovich Rodriguez   | Interventor fédéral    | 1975–1976                           |                                                       |
| 125 | José Vaquero               | Interventor fédéral    | 1976–1976                           | « Processus de réorganisation nationale » (1976-1983) |
| 126 | Carlos Chasseing           | Interventor fédéral    | 1976–1979                           |                                                       |
| 127 | Miguel Marini              | Interventor fédéral    | 1979–1979                           |                                                       |
| 128 | Adolfo Sigwald             | Interventor fédéral    | 1979–1982                           |                                                       |
| 129 | Rubén Pellanda             | Interventor fédéral    | 1982–1983                           |                                                       |
| 130 | Eduardo Angeloz            | 54e gouverneur         | 1983–1995                           |                                                       |
| 131 | Ramón Mestre               | 55e gouverneur         | 1995–1999                           |                                                       |
| 132 | José Manuel De la Sota     | 56e gouverneur         | 1999–2007                           | PJ (rénovateur)                                       |
| 133 | Juan Schiaretti            | 57e gouverneur         | 2007–2011                           | PJ-FPV (centre-gauche)                                |
| 134 | José Manuel De la Sota     | 58e gouverneur         | 10 décembre 2011 - 10 décembre 2015 | PJ (rénovateur)                                       |
| 135 | Juan Schiaretti            | 59e gouverneur         | 10 décembre 2015 - 10 décembre 2023 | PJ-FPV (centre-gauche)                                |
| 136 | Martín Llaryora            | 60e gouverneur         | 10 décembre 2023 - en cours         | PJ-FPV (centre-gauche)                                |